# Ponte de Vagos
Ponte de Vagos est une ancienne paroisse civile portugaise (en portugais : freguesia) de la municipalité de Vagos dans le district d'Aveiro.
La loi no 11-A/2013 du 28 janvier 2013, portant réorganisation administrative du territoire des freguesias, fusionne Ponte de Vagos avec la paroisse voisine de Santa Catarina pour former l’União das freguesias de Ponte de Vagos e Santa Catarina (dont le siège est à Ponte de Vagos).